# Medicor
Medicor est une entreprise cotée en bourse. Ses filiales sont spécialisées dans la fabrication (Eurosilicone et Nagor) et la distribution (Biosil) de produits dédiés à la chirurgie reconstructive, la chirurgie plastique et la chirurgie esthétique.

## Organisation
Medicor a trois filiales : Eurosilicone, Nagor et Biosil.
Eurosilicone est un fabricant d'implants chirurgicaux parmi les leaders mondiaux de la fabrication de prothèses mammaires. Située à Apt dans le département de Vaucluse, l'entreprise distribue dans 86 pays. Eurosilicone a été acquis Medicor Ltd le 6 juillet 2004.
Nagor, créé en 1979, fait de même avec une implantation en Angleterre et en Écosse. Biosil, dans le même secteur d'activité mais orienté distribution, a rejoint[réf. souhaitée] Medicor Ltd en même temps que Nagor, accord définitif signé le 28 avril 2006.